# Negociação automatizada de criptomoedas
Negociação automatizada pode ser descrita de forma simples como a utilização de recursos computacionais, a saber, dispositivos físicos para execução de operações, para se executar a realização de negociações em mercados/centros de câmbio normalmente objetivando alcançar lucros a uma alta velocidade e frequência sem auxílio de um humano, cujo não é capaz de realizar tais operações. As negociações automatizadas também estão livres de fatores emocionais que o humano poderia apresentar e assim acabaria prejudicando o desempenho da negociação.
Essas negociações automatizadas que visam obter um ganho econômico na transação, portanto, são uma arbitragem que se utiliza de negociação automatizada para concretizar seu fim. De modo simples, a arbitragem é a compra de um ativo quando, ou no mercado que, ele estiver barato e a venda quando estiver a um alto preço, assim chegando a obter lucro.

## Contexto
Há um tempo as negociações automatizadas eram realizadas somente por bancos, bancos centrais e grandes empresas, no entanto, essa realidade está a mudar. Já é possível hoje uma pessoa física realizar negociações automatizadas em casas de câmbio. Pode-se dizer que a única restrição para se realizar essas negociações é ter um computador conectado a outro. Mais amplamente, os profissionais da área de negócios em criptomoedas estão mais aptos a lidar com essas negociações. No entanto, com o avanço constante e ágil da tecnologia, usuários menos dotados do conhecimento técnico estão podendo realizar essas negociações também. Esses podem usar linguagens de programação ou até programas que geram as regras necessárias para as negociações. Além da democratização constante, o fato de uma pessoa poder negociar diretamente com uma outra pessoa, destaca que esse sistema é descentralizada, assim como as criptomoedas.

## Negociações através de empresas
Bem como outros bens, as criptomoedas podem ser negociadas através de empresas, como alternativa à negociação direta na blockchain realizada pelo dono da carteira da criptomoeda. A AvaTrade já realiza esse tipo de operação. Ela, por exemplo, oferece alguns benefícios, como: valor mínimo baixo para investimento, plataformas distintas que se adequam ao investidor e suporte 24h em diversos idiomas.
As negociações através de empresas de câmbio pode gerar um bom lucro para quem intercambiar seus ativos entre elas. Isso ocorre quando o indivíduo consegue comprar em tempo hábil o ativo numa corretora a preço baixo e vender a preço alto numa outra já que as atualizações do preço podem divergir ao longo do tempo e por causa dos mercados. Para o ser humano, apesar de factível, mas provavelmente sem retorno, é algo extremamente complicado de se fazer com ganho considerável em tempo hábil. Desse modo, utilizar-se de negociação automatizada da criptomoeda é um meio para se garantir algum benefício sobre a negociação.

## Cenário atual
Alguns dos negociadores de criptomoedas, uma boa quantidade deles, já realizam negociações automatizadas. Realidade que pode não ter sido já compreendida por uma parcela dos negociadores.
A automatização das negociações, portanto, está se popularizando. Com isso, os negociadores podem ter controle total das suas transações durante todo o tempo enquanto dormem, realizam outras tarefas e o sistema das negociações executa o que foi programado. Isso tudo feito de forma rápida e sem descanso. Essa popularização fez com que surgissem iniciativas de código aberto e empresas fossem criadas para facilitar essa programação a taxas fixas.

### Arbitragem com criptomoedas
Um tipo de negociação automatizada de criptomoedas é arbitragem, sendo esta “uma operação de compra e venda de valores negociáveis, realizada com o objetivo de ganhos econômicos sobre a diferença de preços existente, para um mesmo ativo, entre dois mercados”. Desse modo, como as transações em criptomoedas são descentralizadas, há uma grande variação de preços entre as transações e em diferentes casas de câmbio fazendo com que a arbitragem seja usada nas negociações.

### Construtor de mercado para criptomoedas
Outro tipo de negociação que já é automatiza e aplicada às criptomoedas é a estratégia “Market making” (construtor de mercado), cuja é aplicada por uma corporação, ou indivíduo, para definir uma cotação de preço de venda e compra sobre um instrumento financeiro almejando obter lucro. A negociação automatizada irá agir para garantir limite sobre as ordens de compra e venda a fim de obter lucro entre essa diferença.

### Tendências para negociações automatizadas de criptomoedas
Ivanov acredita que o mercado de criptomoeda se moverá na direção de uma maior regulamentação e eficiência. As oportunidades de arbitragem desaparecerão gradualmente, criando caminho para negociação de alta frequência e plataformas para a negociação de ações. Surgirão plataformas parecidas com as atuais, mas no blockchain. Isso também levará ao surgimento de ETFs (fundos de investimento em índice) como fundos de negociação.

Além disso, transações de títulos serão realizadas no blockchain. Transações de corretoras serão realizadas com a ajuda de contratos inteligentes, e a necessidade de IPOs (oferta pública inicial) será nitidamente reduzida, e sistemas de compensação e liquidação baseados em blockchain serão desenvolvidos. https://www.bitcoinnews.com.br/altcoins/sasha-ivanov-presidente-da-waves-avalia-tendencias-da-negociacao-automatizada-de-criptomoedas/

## Como construir a própria ferramenta de negociação
Para se chegar a desenvolver um sistema automatizado de negociação de criptomoedas é necessário já ter algum conhecimento na área. Apesar da crescente popularização das criptomoedas e da entrada de pessoas nesse meio, não é qualquer indivíduo que consegue automatizar por si as negociações, ainda precisa-se de experiência conhecimentos mínimos específicos em programação. A partir disso, alguns poucos indivíduos já conseguem criar suas próprias ferramentas. Há um grande número de interfaces que facilitam a criação.
Alguns passos são necessários para que a ferramenta possa negociar criptomoedas, esses podem ser:
1. A ferramenta precisa estar conectada a uma carteira virtual através de uma API;
2. Precisa estar conectada a uma casa de câmbio que provê uma API para automatização da compra e venda. E;
3. Precisa ter permissão para ler as ordens da casa de câmbio e os preços.[7]

### Ferramentas para criação de negociação automatizada

#### CCXT – CryptoCurrency eXchange Trading Library
Essa biblioteca se propõe a prover o necessário para somente criar o algoritmo que aplicará a estratégia de negociação chegando à própria ferramenta de negociação. Ela permite que se acesse os dados do mercado e se negocie Bitcoin, Ether e altcoins através de várias casas de câmbio. Além disso, ela provê, por exemplo, um rápido acesso ao armazenamento dos dados, análises, visualização e avaliação retroativa das estratégias de negociação.

#### API de casas de câmbio
É possível inclusive desenvolver a própria ferramenta unicamente tendo acesso a uma API de uma casa de câmbio. A Poloniex fornece uma dessas com documentação acessível e com exemplos no site da API.

#### Bowhead PHP Framework
Esse framework foi criado pelo desenvolvedor Joel Degan. O framework é proposto ser uma ferramenta que permite que a própria pessoa desenvolva suas estratégias, colete os dados, implemente seu sistema de negociação e veja os resultados.
O Bowhead é uma compilação de várias outras ferramentas. Ele usa: o Docker para facilitar a execução do programa em qualquer Sistema Operacional, inclusive o serviço de orquestração de contêineres Amazon ECS; a IDE PhpStorm para carregar o projeto, embora possa ser qualquer outra que suporte projeto PHP; o framework Laravel para gerenciar e prover funções para montar uma aplicação; os bancos de dados Redis e MySQL armazenamento dos dados; e uma conta numa casa de câmbio com API para criptomoedas como Poloniex.

#### Gimmer
O Gimmer é uma ferramenta que fornece automatização de negociações sem que seja necessário conhecimento profundo no mercado de criptomoedas ou de computação. Sua interface é de fácil uso ao usuário, permite que se cadastre estratégias avançadas e precisa de poucos passos para se negociar. Ele serve tanto para negociadores veteranos e altamente habilidosos, quanto para novatos que estão começando a negociar.
A ferramenta permite que o negociador treine e desenvolva seu conhecimento em negociação de criptomoedas, desenvolva estratégias rapidamente, provê análises dos resultados de modo detalhado, bem como estatísticas.

#### Simdaq
Simdaq provê um conjunto de ferramentas para dominar estratégias de negociação: treino sobre dados históricos, framework para robôs de negociação e ambiente para compartilhamento de experiência com outros. O projeto também ajuda o ecossistema de criptomoedas a se tornar mais maduro.

## Benefícios
As negociações automatizadas de criptomoedas apresentam diversos benefícios tanto para quem negocia, quanto para o mercado de criptomoedas como um todo. Colocando-se a automatização como meio para negociação é possível resolver problemas de arbitragem, alcançar agilidade e até se chegar a um preço semelhante entre as casas de câmbio de criptomoeda.
A automatização das negociações pode também permitir que se tenha um processo de negociação mais simples e fácil em termos técnicos. Para quem negocia, ela pode conceder relatórios diários a partir do que foi negociado e sobre oportunidades, bem como todo o seu recurso adquirido ao fim de um período e mais claramente a ausência de preocupação ao longo do dia. Além disso o negociador pode saber através da ferramenta quais seriam os resultados dela se tivesse sido usada anos antes nos dados da época utilizando os dados históricos das criptomoedas.